# 特塞波·马斯莱拉
特塞波·马斯莱拉（英語：Tsepo Masilela，1985年5月5日—）是一名南非足球运动员，目前效力以色列足球超级联赛的海法马卡比。